# Naum (miejscowość)
Naum (bułg. Наум) – wieś w Bułgarii, w obwodzie Szumen, w gminie Kaolinowo. W 2024 roku liczyła 618 mieszkańców.